# Sapinho-de-verrugas-verdes-ibérico
O Sapinho-de-verrugas-verdes-ibérico (Pelodytes ibericus) é uma espécie de rã da família Pelodytidae. A sua área de distribuição restringe-se a Portugal e Espanha.
O seu habitat natural inclui floresta temperada, vegetação arbustiva mediterrânica, rios, lagos de água doce temporários, marismas de água doce, terrenos aráveis, pastagens, charcos, canais e valas.
Está ameaçada por perda do seu habitat natural.

## Fonte
- Bosch, J., Tejedo, M., Lizana, M., Beja, P., Martínez-Solano, I., Salvador, A., García-París, M. & Gil, E.R. 2004.  frog%20ibericus Pelodytes ibericus.   2006 IUCN Red List of Threatened Species.   Downloaded on 24 July 2007.
- Este artigo foi inicialmente traduzido, total ou parcialmente, do artigo da Wikipédia em inglês cujo título é «Iberian Parsley Frog», especificamente desta versão.